# Джиллетт (Арканзас)
Джиллетт (англ. Gillett) — місто (англ. city) в США, в окрузі Арканзас штату Арканзас. Населення — 564 особи (2020).

## Географія
Джиллетт розташований на висоті 56 метрів над рівнем моря за координатами 34°7′9″ пн. ш. 91°22′45″ зх. д. / 34.11917° пн. ш. 91.37917° зх. д. (34.119172, -91.379133).  За даними Бюро перепису населення США в 2010 році місто мало площу 2,69 км², з яких 2,69 км² — суходіл та 0,00 км² — водойми.

## Демографія
Згідно з переписом 2010 року, у місті мешкала 691 особа в 312 домогосподарствах у складі 201 родини. Густота населення становила 257 осіб/км².  Було 386 помешкань (143/км²). 
Расовий склад населення:
| - 82,8 % — білих - 15,2 % — чорних або афроамериканців - 0,3 % — корінних американців - 0,1 % — азіатів - 1,0 % — осіб інших рас |

До двох чи більше рас належало 0,6 %. Іспаномовні складали 1,6 % від усіх жителів.
За віковим діапазоном населення розподілялося таким чином: 21,4 % — особи молодші 18 років, 59,8 % — особи у віці 18—64 років, 18,8 % — особи у віці 65 років та старші. Медіана віку мешканця становила 45,8 року. На 100 осіб жіночої статі у місті припадало 90,9 чоловіків;  на 100 жінок у віці від 18 років та старших — 87,2 чоловіків також старших 18 років.
Середній дохід на одне домашнє господарство  становив 47 661 долар США (медіана — 40 938), а середній дохід на одну сім'ю — 53 079 доларів (медіана — 46 250). Медіана доходів становила 31 477 доларів для чоловіків та 29 688 доларів для жінок. За межею бідності перебувало 16,1 % осіб, у тому числі 31,9 % дітей у віці до 18 років та 0,0 % осіб у віці 65 років та старших.
Цивільне працевлаштоване населення становило 323 особи. Основні галузі зайнятості: освіта, охорона здоров'я та соціальна допомога — 24,5 %, виробництво — 22,0 %, транспорт — 12,7 %, роздрібна торгівля — 12,1 %.
За даними перепису населення 2000 року в Джиллетті мешкало 819 осіб, 242 родини, налічувалося 356 домашніх господарств і 433 житлових будинки. Середня густота населення становила близько 303 осіб на один квадратний кілометр. Расовий склад Джиллетта за даними перепису розподілився таким чином: 87,18% білих, 12,58% — чорних або афроамериканців, 1,20% — корінних американців, 1,02% — інших народів. Іспаномовні склали 0,37% від усіх жителів міста.
З 356 домашніх господарств в 31,5% — виховували дітей віком до 18 років, 52,8% представляли собою подружні пари, які спільно проживали, в 11,0% сімей жінки проживали без чоловіків, 32,0% не мали сімей. 28,4% від загального числа сімей на момент перепису жили самостійно, при цьому 15,2% склали самотні літні люди у віці 65 років та старше. Середній розмір домашнього господарства склав 2,30 особи, а середній розмір родини — 2,82 особи.
Населення міста за віковим діапазоном за даними перепису 2000 року розподілилося таким чином: 24,8% — жителі молодше 18 років, 7,0% — між 18 і 24 роками, 26,0% — від 25 до 44 років, 24,2% — від 45 до 64 років і 18,1% — у віці 65 років та старше. Середній вік мешканця склав 41 рік. На кожні 100 жінок в Джиллетті припадало 91,8 чоловіків, у віці від 18 років та старше — 87,8 чоловіків також старше 18 років.
Середній дохід на одне домашнє господарство в місті склав 31 538 доларів США, а середній дохід на одну сім'ю — 36 719 доларів. При цьому чоловіки мали середній дохід в 27 308 доларів США на рік проти 19 219 доларів середньорічного доходу у жінок. Дохід на душу населення в місті склав 17 247 доларів на рік. 12,1% від усього числа сімей в окрузі і 12,5% від усієї чисельності населення перебувало на момент перепису населення за межею бідності, при цьому 20,3% з них були молодші 18 років і 9,7% — у віці 65 років та старше.